# Eine Geschichte des Wassers
Eine Geschichte des Wassers (Originaltitel: Une histoire d’eau) ist ein französischer Kurzfilm von Jean-Luc Godard und François Truffaut aus dem Jahr 1961. 

## Handlung
Ein Vorort von Paris wird von einer großen Flut heimgesucht. Trotz des Hochwassers ist eine junge Frau wild entschlossen, das Zentrum der französischen Hauptstadt zu erreichen. In Gummistiefeln macht sie sich auf den Weg. Schon bald versucht sie, per Anhalter weiterzukommen. Ein junger Mann nimmt sie schließlich mit. Alle Straßen sind jedoch meterhoch überschwemmt, sodass sie mit dem Auto anhalten und zu Fuß weitergehen müssen. Bevor sie die Innenstadt von Paris erreichen, kommen sie sich näher.

## Hintergrund
Jean-Luc Godard verwendete unbenutztes Filmmaterial von einer Überschwemmung in Paris, das sein Kollege François Truffaut 1958 gedreht hatte. Godard widmete den daraus resultierenden Kurzfilm dem Stummfilm-Regisseur Mack Sennett.
Eine Geschichte des Wassers wurde am 2. März 1961 in Paris erstmals vor Publikum gezeigt.

## Kritik
At-A-Glance konstatierte, dass die Handlung an sich „wortkarg“ sei und ein Erzähler an die Stelle des Dialogs trete, „während er wunderliche Beobachtungen über das Leben macht“. Die Aufnahmen der Flut seien jedoch „schön und verleihen dem Film eine lyrische Atmosphäre“.